# Lutheranisme
Lutheranisme (organiseret i den evangelisk-lutherske kirke) er en kristen retning, mere specifikt den retning inden for protestantismen, der bygger på Martin Luthers reformidéer og teologi. I lutheranismen er Bibelen den eneste autoritet for tro og lære, og læren om retfærdiggørelse ved tro alene er central og afgørende.
På verdensplan er ca. 70 mio. af verdens 2 mia. kristne lutheranere.
Luthers teologiske idéer regnes normalt for at være afgørende for reformationen og den protestantiske bevægelse, men lutheranismen udgør kun en del af protestantismen - sammen med den den evangelisk-reformerte kirke, den anglikanske kirke, anabaptisterne og andre grupperinger.

## Troen alene
Et af kernepunkterne i den lutherske reformation var sola scriptura-princippet ("troen alene") – det princip, at den sande lære findes i "skriften alene". Lutheranismen lærer, at Bibelen er guddommeligt inspireret og den endelige autoritet i alle læremæssige spørgsmål.
Luther blev slået af en sætning i Romerbrevet 1,17: "For i det åbenbares Guds retfærdighed af tro til tro – som der står skrevet: "Den retfærdige skal leve af tro."" 
Det slog ham, at den "Guds retfærdighed", som omtales i Rom 1,17, ikke er den strenge dømmende retfærdighed hos en Gud, som i ubønhørlig hårdhed holder dom over synderen, men tværtimod en nådens retfærdighed, som Gud skænker og ikke kræver af os, og som mennesket ifølge Romerbrevet modtager i kraft af troen. Luther fandt en skænket og ufortjent retfærdighed, hvis indhold er Kristus og hans gerning som frelser.

## Det ondes problem
For Luther er Gud en Deus Absconditus (en skjult Gud) som det ikke er muligt for os mennesker at forstå. Derfor kan vi heller ikke dømme om Guds handlinger. En vurdering af Guds handlinger er umulig. Ligeledes er det umuligt at få et svar på, hvorfor begivenheder sker. En usynlig despot som William af Ockhams Gud er der dog ikke tale om. Guds vilje og kærlighed er ifølge Luther blevet os åbenbaret gennem Kristus. Guds kærlighed er for Luther ikke en egenskab ved Gud; Gud er kærlighed, og Guds vrede er også en del af denne. Virkelig dunkel bliver Luther ved at påstå, at mennesket frelses udelukkende ved sin tro; samtidig som Gud afgør, hvem der får evnen til at tro. ("Vi handler ikke; tværtimod handles der gennem os.") 
Guds vilje danner regel for alt. Dermed er det, som sker, retfærdigt og godt, selv om det ikke fortoner sig sådan for os. Ikke en gang vore gode gerninger binder Guds almagt til frelse eller fordømmelse. Vore gode gerninger tæller kun for så vidt, som det står Gud frit at værdsætte eller forkaste dem. Luther kalder lidelse das Übel og umoral das Böse, hvor "den onde lyst og drift" (die böse Lust und Neigung) regnes som en positiv drivkraft, "er selv en energikilde" (ist selbst Energie-Quelle). Hermed er das Böse, umoralsk trang, "ligefrem afgørende for eksistensen" (schlechthin existenzbestimmend). Vi er ikke moralsk dårlige; det er derimod den moralske svigt, der har os. "Vi er i dens vold" (wir sind in seiner Gewalt). Så hvor smerte og lidelse, sult og nød ellers er argumenter mod Guds godhed, fremstilles disse hos Luther som en del af Guds kærlighed til os. Men når Gud er almægtig, må han jo have sin andel i det onde, der sker. At forklare det onde som et "redskab", iværksat af Gud, viser os en Gud, der ter sig fuldstændigt umoralsk - ikke mindst i kristne øjne. Det indså Luther, der greb til dualismen som forklaringsmodel, med verden som en kamp mellem Guds vilje og djævelen i hvert eneste menneskesind. Her er ingen almægtig Guds vilje, der dikterer os som sine marionetter.
For Luther er kontrasten mellem en almægtig Guds påståede godhed og den verden, vi faktisk fødes ind i, kun tilsyneladende. Luther påstår, at Gud allerede har sejret i kampen mellem godt og ondt. Han sejrede gennem Kristus. Nu genstår så kun at slås. Guds almagt er dermed ligeså suveræn som før. Nok forklarer det ikke det ondes eksistens; men Luther har jo også som forudsætning, at vi ikke magter at forstå Gud eller hans væsen.

## Skrifter
De lutherske kirkers lære blev i 1580 samlet i Konkordiebogen, en samling af teologiske dokumenter og trosbekendelser, bl.a. de tre økumeniske trosbekendelser (den apostolske, den nikænske og den athanasianske trosbekendelse), den augsburgske bekendelse, Martin Luthers lille- og store katekismus, de schmalkaldiske artikler og konkordieformlen. Man kan dog ikke uden videre antage, at dagens lutherske kirker godkender alle disse skrifter som autoritative. I den danske og den norskeFolkekirke gælder de oldkirkelige symboler, Luthers lille katekisme og den augsburgske bekendelse, mens den svenske og den finske kirke i tillæg har konkordieformlen. Lutheranismen (i forskellige udgaver) er officiel statsreligion i Danmark, Finland og Island. I Sverige var lutheranismen statsreligion indtil 2000, og i Norge indtil 2012.